# Levée (corte británica)
Levée (o también Court Levée) en la corte británica era el nombre por el que se conocía a una ceremonia en la cual algunos hombres eran presentados al monarca. La ceremonia similar para la presentación de mujeres al monarca británico era conocida como drawing-room.

## Historia

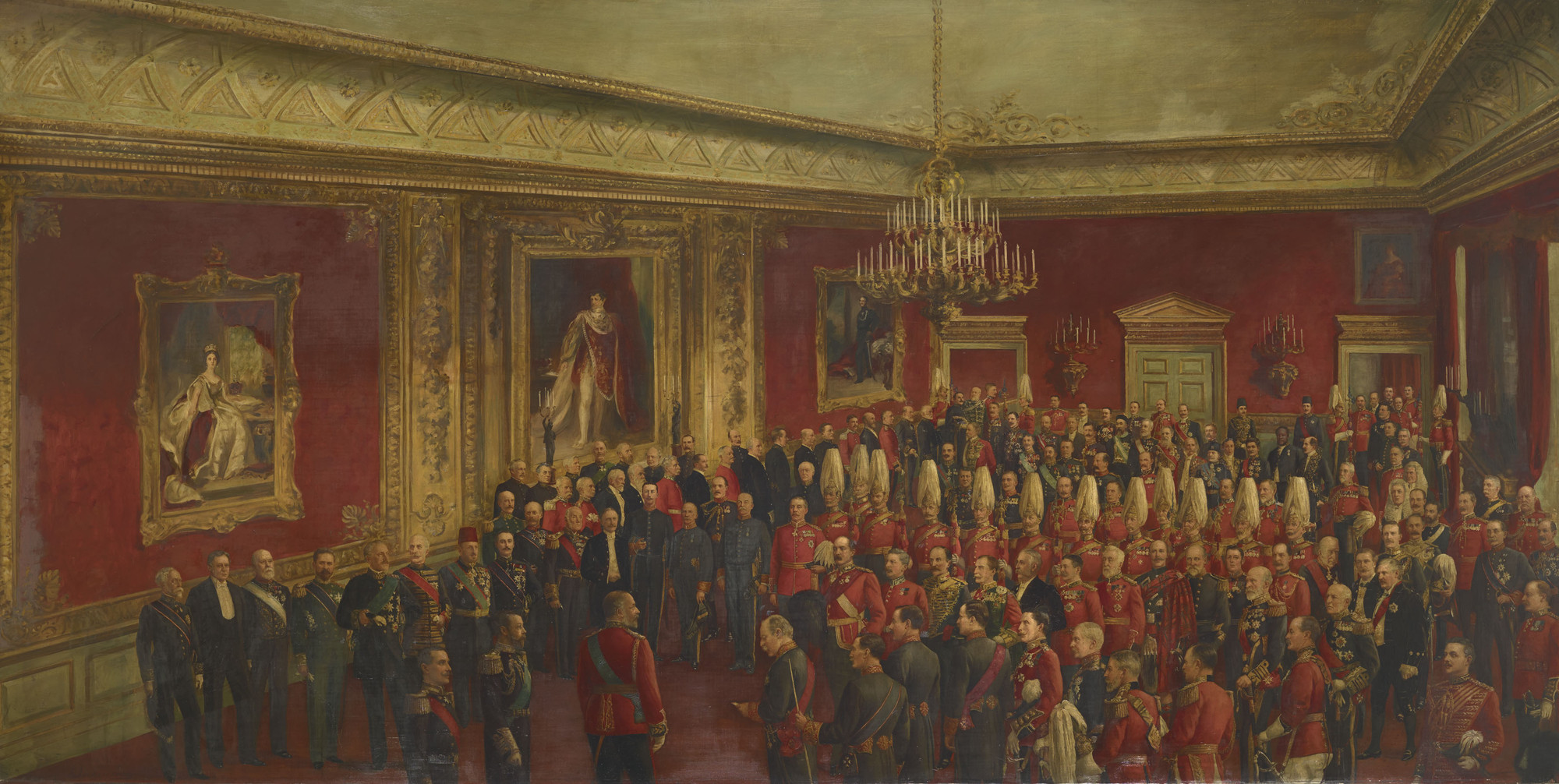
Un levée en la corte de Eduardo VII. (Hacia 1905) Se observa al monarca en la parte inferior de la imagen, y a su derecha el lord-in-waiting leyendo la tarjeta de la persona que presenta en ese momento. Tras el monarca aparece el príncipe de Gales, Jorge (futuro Jorge V)

El siglo XVII europeo vería consolidarse la figura del monarca como cabeza de sus estados. Dentro de esta consolidación la corte se convertiría en lugar de referencia y representación. Es en esta tendencia se inscribe la formalización de ceremonias como el levée.
En este siglo y el siglo XVIII el momento en que el soberano se levantaba oficialmente se transformó en un acto público al que tenían acceso los cortesanos.
El siglo XIX vería convertirse este acto en la forma habitual de presentación al soberano británico de nobles, funcionarios públicos, militares y otras personas notables. Tras la viudez de la reina Victoria y su casi retiro de la vida social, fue Eduardo, príncipe de Gales (futuro Eduardo VII) el encargado de representar a su madre en los cuatro levées que se realizaban a lo largo del año por entonces.
La presentación al soberano se producía solo una vez, y permitía ser recibido en el resto de cortes europeas.
El último levée se produciría el 18 de julio de 1939. El estallido de la Segunda Guerra Mundial hizo que no se volviesen a celebrar hasta la actualidad.

## Desarrollo de la ceremonia
Desde el siglo XIX, momento de sistematización de la ceremonia, se realizó en el palacio de Saint James, donde residía la corte oficialmente. A mediados del siglo XIX, bajo el reinado de la reina Victoria, la ceremonia se desarrollaba en la forma que se describe a continuación.
Antes de la ceremonia propiamente dicha, aquellos hombres que quisieran ser presentados debían de pedirlo a un caballero ya presentado anteriormente, el presentante. Este último solía ser una persona con alguna conexión con el presentante, ya fuera por parentesco u otra afinidad. Así por ejemplo un funcionario recién nombrado era normalmente presentado por el secretario del departamento correspondiente.
Una vez convenido, el presentante enviaba al Lord Chamberlain una tarjeta en la que se contenía de forma manuscrita su nombre y el de la persona que iba a ser presentada, así como el motivo de la presentación (próximo matrimonio, llegada a Londres, acceso a algún empleo civil o militar, etc.) Esto podía hacerse hasta las doce de la mañana en el segundo día anterior al fijado para el levée.
Eventualmente, el Lord Chamberlain podía vetar la presentación, teniendo en este caso que informar al presentante.
En el día señalado y vestido de acuerdo con la estricta reglamentación vestimentaria de corte que estuviera en vigor, el presentante acudía al palacio de Saint-James. Hacia mediados del siglo XIX, la hora señalada para el levée en la corte británica eran las dos de la tarde.
No era necesario que el presentante acudiera siquiera al levée. El presentado debía de ir provisto de dos tarjetas que debían contener su nombre, el de su presentante y el del motivo de la presentación. Una vez dentro del palacio, debía dejar la primera de ellas en la mesa del paje del monarca, en la sala conocida como Tapestry Room; y la segunda debía entregársela al lord-in-waiting encargado de anunciarle al monarca inmediatamente antes de la presentación.
La presentación se llevaba a cabo en el salón del Trono, estando el monarca situado en la pared situada en el lado del parque de esta, y no en el trono o bajo el dosel que cobijaba este. No existía orden alguno para la presentación. Una vez cerca del monarca, el presentado entregaba la segunda de las tarjetas al groom-in-waiting, que la llevaba al lord-in-waiting, siendo leída por este en voz clara y audible. Entonces el presentado inclinaba la rodilla y besaba la mano del monarca, si este era una mujer, o inclinaba la cabeza si era un hombre. No existía ningún tipo de conversación con el soberano. En caso de encontrarse a la derecha de este algún otro príncipe, se repetía este gesto hacia él y después el presentado se dirigía a la salida, siguiendo las indicaciones de los ujieres.
Existía un privilegio denominado Entrées (en francés, entradas) por el cual los altos funcionarios, militares y personal diplomático era presentado al soberano justo antes del levée general, en una sala cercana a la sala del trono en la que se producía este.

### Individuales
1. ↑  Beattie, John M. «Departments of the Household, I». The English Court in the Reign of George 1 (en inglés). Cambridge University Press. p. 59. Consultado el 29 de diciembre de 2021.
2. ↑  «Lord Chamberlain's Office». The London Gazette (15.610). 30 de junio de 1939. p. 580.
3. ↑  Greene, R. G. (1887). «Saint Jame's Palace». The International Cyclopedia: A Compendium of Human Knowledge (en inglés). Dodd. p. 21. Consultado el 29 de diciembre de 2021.
4. ↑  Campbell, Lady Gertrude Elizabeth (1893). Etiquette of Good Society (en inglés). Cassell & Company. p. 208. Consultado el 29 de diciembre de 2021.
5. ↑  The King's Levée. «The Royal Lady's Magazine, and Archives of the Court of St. James's». The Royal Lady's Magazine, and Archives of the Court of St. James's (en inglés) (W. Sams): 60. Julio 1831. Consultado el 29 de diciembre de 2021.